# Полівінілхлорид
Полівінілхлорид (ПВХ) або поліхлорвініл, поліхлорвінілова смола — безбарвна, прозора пластмаса, термопластичний полімер, продукт полімеризації вінілхлориду CH2=CHCl. Щоб одержати з полівінілхлориду м'який матеріал, його змішують з пластифікатором.

## Отримання
У присутності органічних пероксидних сполук при 40 °C і тиску 5 атм хлорвініл легко полімеризується в еластичну масу, яку й називають поліхлорвініловою смолою

## Структурна формула
```
       H    H    H    H
       |    |    |    |
... -- C -- C -- C -- C -- ...
       |    |    |    |
       Cl   H    Cl   H
```

## Властивості
Поліхлорвініл досить стійкий проти дії кислот і лугів. Він має високі діелектричні властивості, негорючий, легко фарбується.
Поліхлорвініл порівняно легко розкладається при нагріванні, виділяючи хлористий водень.
Істотним недоліком ПВХ є низька теплостійкість (не вище 70 °C). При низьких температурах пластифікат втрачає міцність, а при високих різко погіршує свої діелектричні властивості.
Хлоруванням полівінілхлориду одержують перхлорвінілову смолу, з якої виготовляють хімічно стійке волокно хлорин.

## Застосування
Застосовується для електроізоляції проводів та кабелів, виробництва листів, труб (переважно хлорований полівінілхлорид), плівок, плівок для натяжних стель, штучних шкір, Полівінілхлоридного волокна, пінополівінілхлоріда, лінолеума, взуттєвих пластикатів, меблевої кромки тощо. Також застосовується для виробництва грамплатівок (тобто вінілових), профілів для виготовлення вікон і дверей.
Полівінілхлорид також часто використовується в одязі та аксесуарах для створення подібного шкірі матеріалу, що вирізняється гладкістю і блиском. Такий одяг широко поширений в альтернативних напрямках моди, серед учасників готичної субкультури і прихильників сексуального фетиша.
Полівінілхлорид використовують як ущільнювач в побутових холодильниках, замість відносно складних механічних затворів. Це дало можливість застосувати магнітні затвори в вигляді намагнічених еластичних вставок, які розміщені в балоні ущільнювача.
Миючі шпалери покриваються плівкою з ПВХ з лицьового боку, що робить шпалери непромокальними.
Також знаходить широке застосування в піротехніці як донор хлору, що необхідно для створення кольорових вогнів.
Широко застосовується в рекламі: для оформлення вітрин магазинів і торгових точок, створення рекламних банерів і плакатів. Служить сировиною для виробництва різного роду продукції від грамплатівок і плакатів до наклейок. Шаром ПВХ покрита металева сітка восьмикутника, де проводять змагання з MMA. З ПВХ також роблять презервативи для людей з алергією на латекс.
Полівінілхлорид використовується у виробництві трикотажних робочих рукавиць для нанесення різних малюнків на трикотажну основу. ПВХ-малюнок на рукавичці дозволяє забезпечити хороше захоплення при виконанні різних робіт, запобігає процесу ковзання, збільшує зносостійкість продукції.
Полівінілхлорид використовується для виробництва хлорованого полівінілхлориду, який має найвищі характеристики вогнестійкості і найвищу температуру займання (482 °С) серед термопластів.

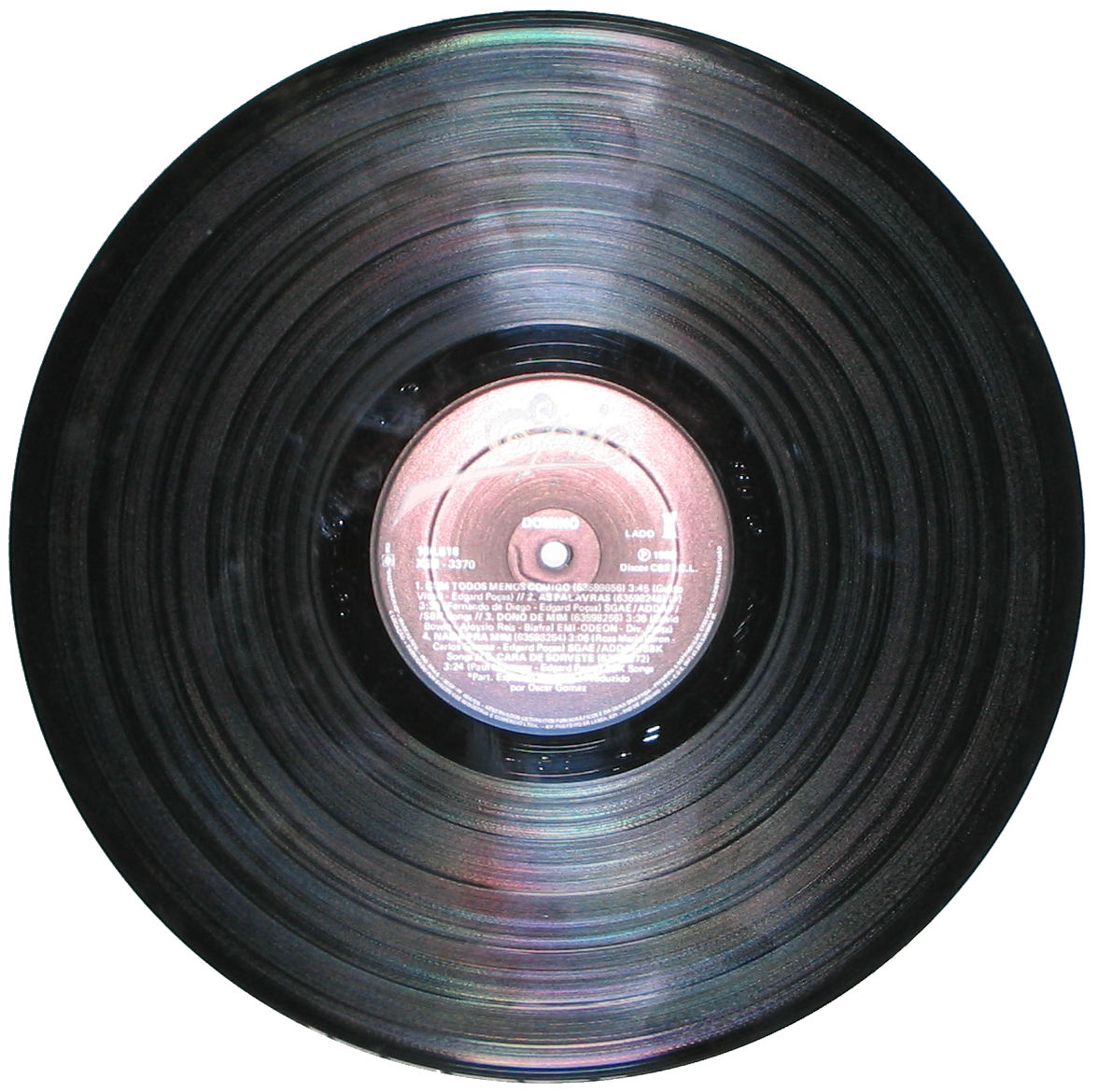
Платівки з ПВХ
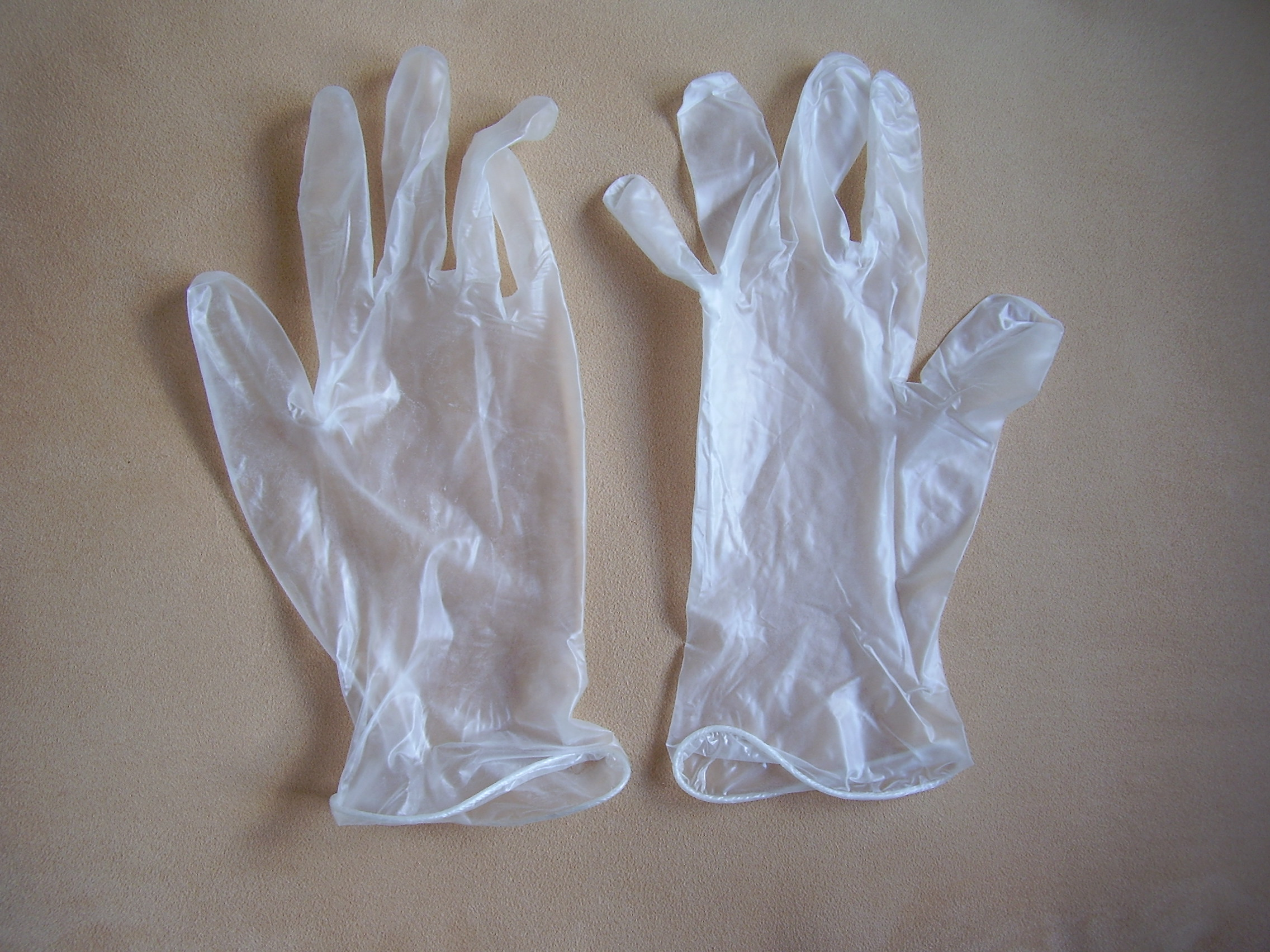
Рукавички з ПВХ
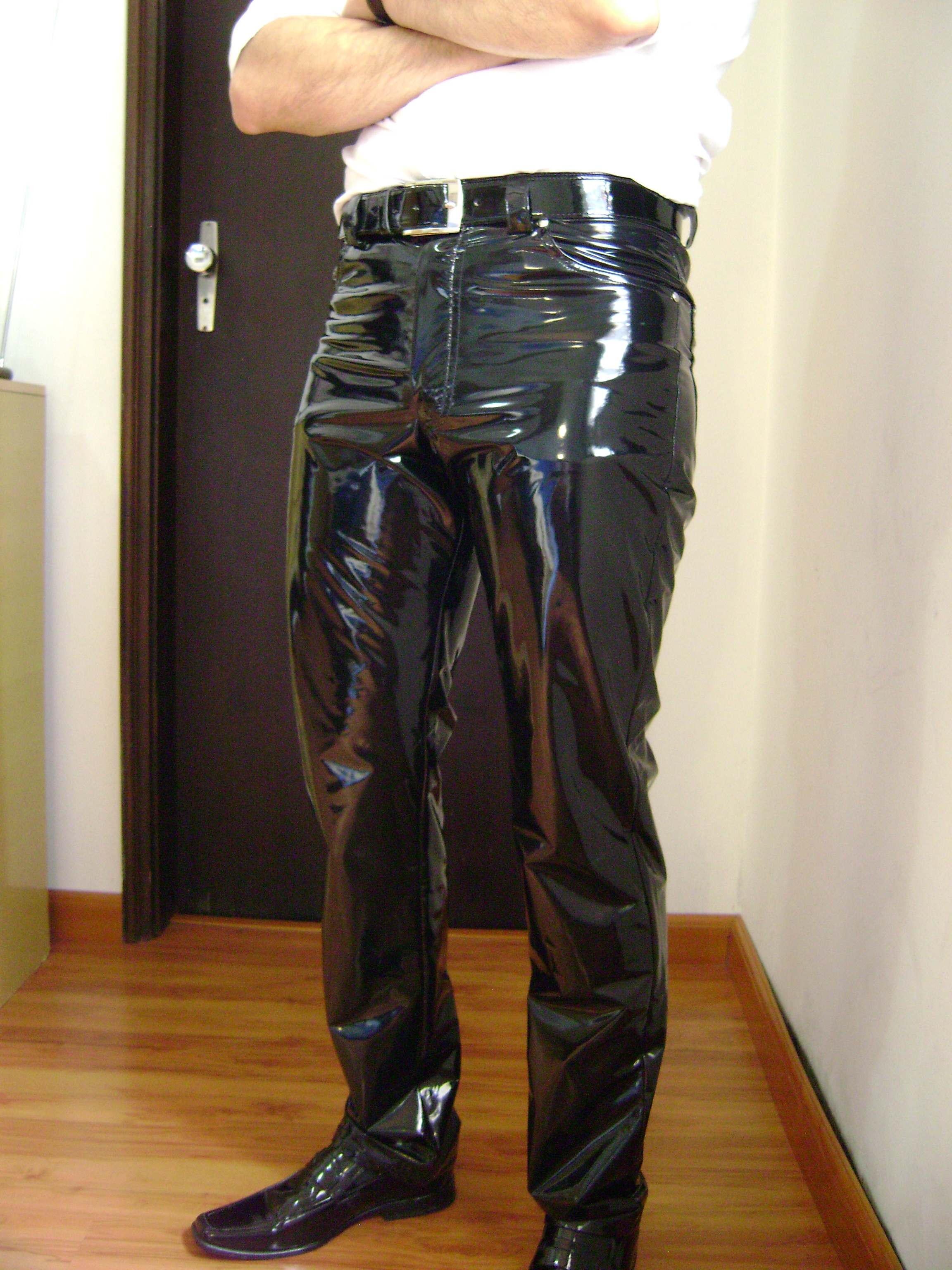
Чоловічі штани з ПВХ